# Kras (plaats)
Kras is een bestuurslaag in het regentschap Kediri van de provincie Oost-Java, Indonesië. Kras telt 4419 inwoners (volkstelling 2010).